# ريتا إريكسن
ريتا إريكسن (بالنرويجية البوكمول: Rita Eriksen)‏ هي مغنية نرويجية، ولدت في 26 مايو 1966 في Sola, Norway ‏ في النرويج.

## وصلات خارجية
- ريتا إريكسن على موقع IMDb (الإنجليزية)
- ريتا إريكسن على موقع ميوزك برينز (الإنجليزية)
- ريتا إريكسن على موقع ديسكوغز (الإنجليزية)